# Piotr Wiśnicki
Piotr Wiśnicki (Varsóvia, 20 de agosto de 2003) é um automobilista polonês. Ele já competiu no Campeonato de Fórmula 3 da FIA no Campeonato Italiano de Fórmula 4 e no Campeonato de Fórmula Regional Europeia.

## Carreira

### Fórmula Regional
Em 2022, Wiśnicki disputou o Campeonato de Fórmula Regional Europeia de 2022 com a equipe KIC Motorsport, em parceria com Francesco Braschi e Santiago Ramos. Em seu primeiro fim de semana em Monza, ele terminou em 24º e 21º, esta última posição foi seu melhor resultado no campeonato. Para a segunda rodada em Ímola, Patrik Pasma substituiu Wiśnicki em razão dele precisar comparecer a seus compromissos escolares. No entanto, ele voltou para a próxima rodada em Mônaco. Wiśnicki não conseguiu marcar nenhum ponto ao longo da temporada e terminou em 35º na classificação.

### Fórmula 3
Em 31 de janeiro de 2023, Wiśnicki foi anunciado como piloto da equipe PHM Racing by Charouz para a disputa da temporada de 2023 do Campeonato de Fórmula 3 da FIA, ao lado de Roberto Faria e Sophia Flörsch. Durante as primeiras quatro rodadas, Wiśnicki alcançou o 18º lugar como melhor resultado em Melbourne. No entanto, ele foi substituído pelo piloto do Campeonato GB3, McKenzy Cresswell, começando na rodada de Spielberg. No dia 1 de julho, numa postagem em uma rede social, Wiśnicki afirmou que decidiu "suspender" o seu envolvimento com a PHM Racing, alegando negligência da equipe, como a falta de cooperação com os pilotos nas configurações do carro e a demissão de um engenheiro que era "o único aquele que sabia fazer e queria trabalhar". No final da temporada, ele ficou no 34º lugar na classificação geral.
Em janeiro de 2024, foi anunciado que Wiśnicki retornaria à Fórmula 3 na temporada de 2024 com a equipe Rodin Motorsport, em parceria com Callum Voisin e Joseph Loake.